# Daydream World Tour
 (mai 2017).
Si vous disposez d'ouvrages ou d'articles de référence ou si vous connaissez des sites web de qualité traitant du thème abordé ici, merci de compléter l'article en donnant les références utiles à sa vérifiabilité et en les liant à la section « Notes et références ».
Tournées par Mariah Carey
Music Box Tour
(1993) Butterfly World Tour
(1998)
Daydream World Tour est la deuxième tournée internationale de l'artiste américaine Mariah Carey. Cette tournée a pour but la promotion de son dernier album Daydream. La tournée a débuté le 7 mars 1996 à Tokyo (Japan), et s'est terminé à Londres (Royaume-Uni) le 23 juin 1996. Carey a fait trois concerts en Asie pendant le mois de mars et, en juin, quatre concerts en Europe.

## Contexte et développement
Daydream World Tour a été la seconde tournée de la star américaine Mariah Carey (après sa première en 1993, nommée Music Box Tour), mais sa première tournée internationale, c'est-à-dire avec des représentations en dehors des États-Unis. La tournée a eu lieu à la suite du succès de son nouvel album de l'époque, Daydream. Cet album, à lui seul, a engendré pas moins de trois des dix-huit singles numéros un de Carey (Fantasy, One Sweet Day et Always Be My Baby). Il est devenu son troisième album à vendre plus de dix millions de copies aux États-Unis et est aussi l'un de ses albums les plus appréciés de la critique. Le but de cette tournée était principalement de promouvoir cet album à travers l'Europe et l'Asie. Cette tournée est sa deuxième tournée la plus courte en nombre de dates, la plus courtes étant Music Box Tour.
Cette tournée a permis à Mariah Carey de faire du Japon, son pays préféré concernant ses futures tournées. Toutes ses tournées suivantes vont passées par ce pays, sauf pour Angels Advocate Tour : une régularité inhabituelle chez les artistes américains.
Le nombre de places vendues pour ces trois représentations au Tokyo Dome (plus de 150 000 places vendues en moins de trois heure), en fait le show affichant complet le plus rapidement dans l'histoire du Tokyo Dome,.

## La scène
La scène sur laquelle évoluait Mariah Carey pendant ses concerts est surement la plus grande de toutes les autres. Elle était composée de trois parties : la scène centrale et des flancs droit et gauche. La scène centrale contenait deux plateformes, où le groupe et les chœurs étaient situés, des escaliers au milieu, un escalier courbé à droite, un grand écran au centre, un énorme lustre suspendu au plafond et enfin une cage cylindrique géante avec plate-forme élévatrice au milieu, qui permettait à Mariah de faire son entrée au début du concert, qui pouvait être déplacée quand elle n'était plus nécessaire. Les flancs droit et gauche étaient les mêmes : ils avaient de longues pistes s'étendant vers l'extérieur dans des directions opposées. Les murs changeaient de couleurs tout au long du concert en fonction de l'ambiance.

## Le déroulement du concert
Le concert commençait sur une prestation de Daydream Interlude (Fantasy Sweet Dub Mix), avec Mariah Carey sortant de la cage grâce à la plate-forme élévatrice. Elle a improvisé les paroles de la chanson de façon douce dans le micro, la chanson s'arrêtait lorsqu’elle ouvrait la porte de la cage et les lumières clignotaient rapidement comme si elle saluait le public. Ensuite, le groupe commençait à jouer Emotions. L'introduction de la chanson était coupée de moitié, et la fin était sauté. Après, elle chantait son interprétation personnelle de Open Arms, un classique du groupe Journey. La chanson suivante qu'elle interprétait était son single de l'époque, Forever. Elle descendait ensuite les escaliers du côté droit, d'où elle surprenait ses fans en chantant I Don't Wanna Cry, en effet, elle avait déclaré qu'elle interpréterait le plus rarement possible ce titre. À la suite de la sortie de scène de Carey pour changer de costume, le groupe reprenait une version instrumentale de cette même chanson. La musique recommençait en combinant des synthés et des carillons comme une sorte d'introduction au single de Daydream, Fantasy. Carey chantait sur la version originale de la chanson, contrairement au tournée suivante où elle performait sur le remix de Bad Boy Remix. Des danseurs rejoignaient Carey, avec les mêmes pas de danse que dans le clip de la chanson. Ensuite elle discutait rapidement avec le public pour lui demander de chanter avec elle la chanson suivante, Always Be My Baby. Puis, elle présentait les musiciens qui allaient jouer Ain't Nobody, de Rufus & Chaka Khan, pendant qu'elle se changeait une nouvelle fois. Les lumières devenaient bleu foncé et violettes, et sur l'écran apparaissaient des images d'archives de Boyz II Men du concert Fantasy: Mariah Carey at Madison Square Garden, d'octobre 1995. Le groupe commençait alors à jouer One Sweet Day. À cause d'un problème d'emploi du temps, les Boyz II Men ne pouvaient être avec Carey sur cette tournée, c'est pourquoi, pendant le concerts, leurs parties coupées étaient reprises par le chœur et des séquences sur eux apparaissaient sur l'écran central, pendant que Carey continuait à chanter.
Après la fin de la chanson, les rideaux tombaient, et Carey chantait sa "chanson favorite du dernier album", Underneath the Stars, suivi par sa réinterprétation de la chanson de Badfinger, Without You. Elle était, après, accompagnée du groupe Chapel of Hope Choir pour Make It Happen. Quand la chanson était finie, elle sortait de scène pour re-changer de costume. Les lumières vacillaient soudainement et une musique R&B se lançait sur laquelle un danseur de break dansait. Il était ensuite rejoint par d'autres danseurs, ainsi que de Carey, qui commençait à chanter une reprise de Just Be Good to Me, un titre de The SOS Band. Ensuite elle chantait Dreamlover, et enfin quittait la scène pour un dernier changement de costume. Une introduction de synthé commençait à jouer, et Carey chantait son premier single Vision of Love. Elle continuait à chanter pendant qu'elle descendait les escaliers. Après elle interprétait Hero. Le dernier titre du concert, Anytime You Need a Friend, était dédicacé au public. Le concert se terminait sur une sortie de scène de Carey dans la cage élévatrice, avec un dernier au revoir aux fans dans le microphone.

## Émissions et enregistrements
La performance de Forever au Tokyo Dome est le clip officiel de cette même chanson. La vidéo prend des séquences de la performance, entrecoupée de séquences en noir et blanc dans lesquelles on découvre Mariah Carey visiter le Japon.
Carey a annoncé pendant son concert au palais omnisports  Ahoy Rotterdam que sa performance de Underneath the Stars serait filmée pour devenir le clip officiel de ce titre, mais cette vidéo n'a jamais été réalisée.
Les performances de Fantasy, Always Be My Baby, Underneath the Stars, Make It Happen, Dreamlover, Hero and Anytime You Need a Friend filmées au concert Tokyo Dome ont été utilisées en 1996 sur la Fox pour une émission spéciale Mariah Carey: New York to Tokyo.

## Différence au Japon
- Lors des concerts au Japon, Carey a conclu ses représentations avec son titre mondialement connu All I Want for Christmas Is You.

## La tournée mondiale
| Date         | Ville                 | Pays        | Salle de concert                 |
| Asie         | Asie                  | Asie        | Asie                             |
| ------------ | --------------------- | ----------- | -------------------------------- |
| 7 mars 1996  | Tokyo                 | Japon       | Tokyo Dome                       |
| 10 mars 1996 | Tokyo                 | Japon       | Tokyo Dome                       |
| 14 mars 1996 | Tokyo                 | Japon       | Tokyo Dome                       |
| Europe       |                       |             |                                  |
| 14 juin 1996 | Francfort-sur-le-Main | Allemagne   | Festhalle                        |
| 17 juin 1996 | Rotterdam             | Pays-Bas    | Ahoy Rotterdam                   |
| 20 juin 1996 | Paris                 | France      | Palais Omnisports de Paris-Bercy |
| 23 juin 1996 | Londres               | Royaume-Uni | Wembley Arena                    |